# Eumecurus binaevulata
Eumecurus binaevulata är en insektsart som beskrevs av Alexander Fyodorovich Emeljanov 1992. Eumecurus binaevulata ingår i släktet Eumecurus och familjen kilstritar. Inga underarter finns listade i Catalogue of Life.